# MOL Cup 2018/2019
MOL Cup 2018/19 (sponzorský název dle maďarské ropné a plynárenské společnosti MOL) nebo také Pohár FAČR je celkově 26. ročníkem českého fotbalového poháru, dříve hraného pod názvem Pohár Českomoravského fotbalového svazu a později pod názvem Ondrášovka Cup či Pohár České pošty. Soutěže se účastnily profesionální i amatérské fotbalové kluby z České republiky z různých pater systému fotbalových soutěží v ČR.
Soutěž odstartovala 27. července 2018 zápasy předkola. Trofej obhajuje SK Slavia Praha.

## Formát soutěže
Všechna kola soutěže se v tomto ročníku hrála jednokolově.
Utkání se navíc již automaticky nehrála na hřišti celku z nižší soutěže. Mezi profesionální týmy z 1. a 2. ligy se v případě vzájemného utkání losovalo místo utkání (dříve hrál tým z nižší soutěže na domácím hřišti).
Počínaje čtvrtfinále neplatí ani toto pravidlo. Pokud tedy postoupil celek z 3. ligy nebo nižší soutěže do osmifinále, neměl zaručeno, že bude hrát utkání na domácí půdě. Místo utkání se losovalo.
Pokud zápas skončil remízou, následovalo prodloužení, až poté případný penaltový rozstřel. Toto pravidlo bylo zavedeno v ročníku 2016/17.

## Zápasy

### Předkolo
Této fáze soutěže se účastnilo celkem 92 týmů.
Zápasy předkola se konaly od 28. července do 5. srpna 2018.
| ČU | Domácí                        | Výsledek       | Hosté                             |
| -- | ----------------------------- | -------------- | --------------------------------- |
| 1  | FK Luhačovice                 | 1–1 (4-5 pen.) | FC TVD Slavičín                   |
| 2  | FK Přepeře                    | 2–0            | FK Zbuzany                        |
| 3  | 1. FC Olešnice u Bouzova      | 4–4 (4-5 pen.) | FK Šumperk                        |
| 4  | SK Hranice                    | 5–4 pp         | TJ Sokol Ústí                     |
| 5  | FC ŽĎAS Žďár nad Sázavou      | 3–0            | FC Slovan Havlíčkův Brod          |
| 6  | FK Blansko                    | 1–3            | SK Líšeň                          |
| 7  | FC Slovan Rosice              | 8–0            | FC Dosta Bystrc - Kníničky , a.s. |
| 8  | FK Nový Jičín                 | 3–1            | SK Spartak Hulín                  |
| 9  | FK Bospor Bohumín             | 2–0            | FC Hlučín                         |
| 10 | 1. BFK Frýdlant nad Ostravicí | 2–0            | FC Vsetín                         |
| 11 | FC Heřmanice Slezská          | 3–5            | FC Odra Petřkovice                |
| 12 | FK Nové Sady                  | 0–2            | SK Jiskra Rýmařov                 |
| 13 | AFC Humpolec                  | 2–1            | SK Tatran Ždírec nad Doubravou    |
| 14 | FC Spartak Velká Bíteš        | 0–1            | SFK Vrchovina                     |
| 15 | TJ Družstevník Velký Beranov  | 0–15           | Slavoj Polná                      |
| 16 | SK Moravan Oldřišov           | 3–4            | FC Slavoj Olympia Bruntál         |
| 17 | TJ Sokol Lanžhot              | 4–2            | TJ Slovan Bzenec                  |
| 18 | FSC Stará Říše                | 0–2            | TJ Sokol Tasovice                 |
| 19 | FC Strání                     | 1–5            | FC Viktoria Otrokovice            |
| 20 | SK Dětmarovice                | 0–1            | MFK Havířov                       |
| 21 | FK Kozlovice                  | 2–0            | 1.FC Viktorie Přerov              |
| 22 | FK Vodňany                    | 0–5            | FK Spartak Soběslav               |
| 23 | TJ Přeštice                   | 1–0            | FK Meteor Praha VIII              |
| 24 | SK Aritma Praha               | 1–2            | FK Neratovice - Byškovice s.r.o.  |
| 25 | TJ Sokol Libiš                | 0–2            | FK Čáslav, a.s.                   |
| 26 | FK Jindřichův Hradec 1910     | 4–2            | TJ Tatran Sedlčany                |
| 27 | FK Olympie Březová            | 0–4            | FK Admira Praha                   |
| 28 | TJ Tatran Rako Rakovník       | 2–1            | FC Chomutov                       |
| 29 | FK Mostecký                   | 4–2            | MFK Dobříš                        |
| 30 | SK Libčany                    | 0–1            | FK Brandýs nad Labem              |
| 31 | SK Spartak Slatiňany          | 2–1            | MFK Trutnov                       |
| 32 | FK Náchod s.r.o.              | 2–1            | FK Jiskra Mšeno - Jablonec n. N.  |
| 33 | FK Ostrov                     | 0–2            | SK Rakovník                       |
| 34 | FC Rokycany                   | 2–4            | SK Klatovy 1898                   |
| 35 | TJ Baník Nové Sedlo           | 0–4            | SK Kladno                         |
| 36 | SK Vysoké Mýto                | 3–2            | FK Kolín                          |
| 37 | TJ Dvůr Králové nad Labem     | 2–0            | SK Český Brod                     |
| 38 | FK Turnov                     | 2–0            | SK Polaban Nymburk s.r.o.         |
| 39 | FK Baník Souš                 | 2–3            | FC Viktoria Mariánské Lázně       |
| 40 | FK Velké Hamry                | 0–2            | Sportovní sdružení Ostrá          |
| 41 | Fotbalový klub Tachov         | 5–0            | FK Hořovicko                      |
| 42 | Český lev - Union Beroun      | 1–4            | SK Benátky nad Jizerou            |
| 43 | FC Horky nad Jizerou          | 4–2            | FK Motorlet Praha                 |
| 44 | Lanškroun FO                  | 2–1            | FK Kratonohy                      |
| 45 | FK Jílové u Děčína            | 0–4            | FK Litoměřicko                    |
| 46 | FK Dukla Jižní Město          | 1–2            | Hostouň                           |

### Čtvrtfinále
| ČU  | Domácí           | Výsledek     | Hosté             |
| --- | ---------------- | ------------ | ----------------- |
| 134 | FK Teplice       | 2-2 (2-4pen) | AC Sparta Praha   |
| 135 | SK Slavia Praha  | 5-0          | MFK Karviná       |
| 136 | FC Baník Ostrava | 2-1(pp)      | FC Slovan Liberec |
| 137 | Bohemians 1905   | 1-0          | SK Sigma Olomouc  |

### Semifinále
| ČU  | Domácí           | Výsledek | Hosté                |
| --- | ---------------- | -------- | -------------------- |
| 138 | FC Baník Ostrava | 1-0      | Bohemians Praha 1905 |
| 139 | SK Slavia Praha  | 3-0      | AC Sparta Praha      |

### Finále
| ČU  | Domácí           | Výsledek | Hosté           |
| --- | ---------------- | -------- | --------------- |
| 140 | FC Baník Ostrava | 0-2      | SK Slavia Praha |